# Boldog (Ungheria)
Boldog è un comune dell'Ungheria di 3.185 abitanti (dati 2001). È situato nella contea di Heves.